# Kungsör
Kungsör este un oraș în Suedia.

## Demografie
| \| Evoluția demografică a zonei urbane Kungsör, 1970–2015 \| Evoluția demografică a zonei urbane Kungsör, 1970–2015 \| Evoluția demografică a zonei urbane Kungsör, 1970–2015 \| Evoluția demografică a zonei urbane Kungsör, 1970–2015 \| Evoluția demografică a zonei urbane Kungsör, 1970–2015 \| \| --------------------------------------------------------------------------------------- \| ------------------------------------------------------ \| ------------------------------------------------------ \| ------------------------------------------------------ \| ------------------------------------------------------ \| \| An \| \| \| Locuitori \| \| \| 1970 \| 1970 \| \| 5.977 \| 5.977 \| \| 1975 \| 1975 \| \| 6.039 \| 6.039 \| \| 1980 \| 1980 \| \| 6.293 \| 6.293 \| \| 1990 \| 1990 \| \| 5.981 \| 5.981 \| \| 1995 \| 1995 \| \| 5.801 \| 5.801 \| \| 2000 \| 2000 \| \| 5.553 \| 5.553 \| \| 2005 \| 2005 \| \| 5.610 \| 5.610 \| \| 2010 \| 2010 \| \| 5.452 \| 5.452 \| \| 2015 \| 2015 \| \| 5.885 \| 5.885 \| \| Sursa: SCB - Statistika Centralbyrån, Folkmängden per tätort. Vart femte år 1960 - 2016 \| \| \| \| \| |      |  |           |       |
| Evoluția demografică a zonei urbane Kungsör, 1970–2015 |      |  |           |       |
| An |      |  | Locuitori |       |
| 1970 | 1970 |  | 5.977     | 5.977 |
| 1975 | 1975 |  | 6.039     | 6.039 |
| 1980 | 1980 |  | 6.293     | 6.293 |
| 1990 | 1990 |  | 5.981     | 5.981 |
| 1995 | 1995 |  | 5.801     | 5.801 |
| 2000 | 2000 |  | 5.553     | 5.553 |
| 2005 | 2005 |  | 5.610     | 5.610 |
| 2010 | 2010 |  | 5.452     | 5.452 |
| 2015 | 2015 |  | 5.885     | 5.885 |
| Sursa: SCB - Statistika Centralbyrån, Folkmängden per tätort. Vart femte år 1960 - 2016 |      |  |           |       |